# Паркер, Тая
Тая Паркер (англ. Taya Parker; 10 января 1980, Марион, Огайо) — американская модель, актриса, певица и участница реалити-шоу.

## Карьера
В июне 2007 года появилась на страницах популярного мужского журнала Penthouse и была выбрана редакцией издания в качестве девушки для обложки календаря. Стала девушкой месяца в январе 2008 года. Фотографии Паркер украсили журнал и год спустя. В 2009 стала девушкой года.
Тая позировала также для фотографов «Плейбоя» (самого журнала и его веб-сайта).
Является звездой бурлеск-шоу в Лас-Вегасе и выступает в шоу Centerfolds of Magic в Plaza Hotel and Casino.

## Фильмография
| Год  |   | Русское название      | Оригинальное название    | Роль             |
| ---- | - | --------------------- | ------------------------ | ---------------- |
| 2005 | ф | Жденка и друзья       | Zdenka & Friends         | Тая              |
| 2009 | с | По ту сторону музыки  | Behind the Music         | играет саму себя |
| 2014 | ф | Рестлеры против зомби | Pro Wrestlers vs Zombies | играет саму себя |
| 2014 | ф | Обезображенная        | The Mangled              | Майра Бэнкс      |